# Trans-Kaspische spoorlijn

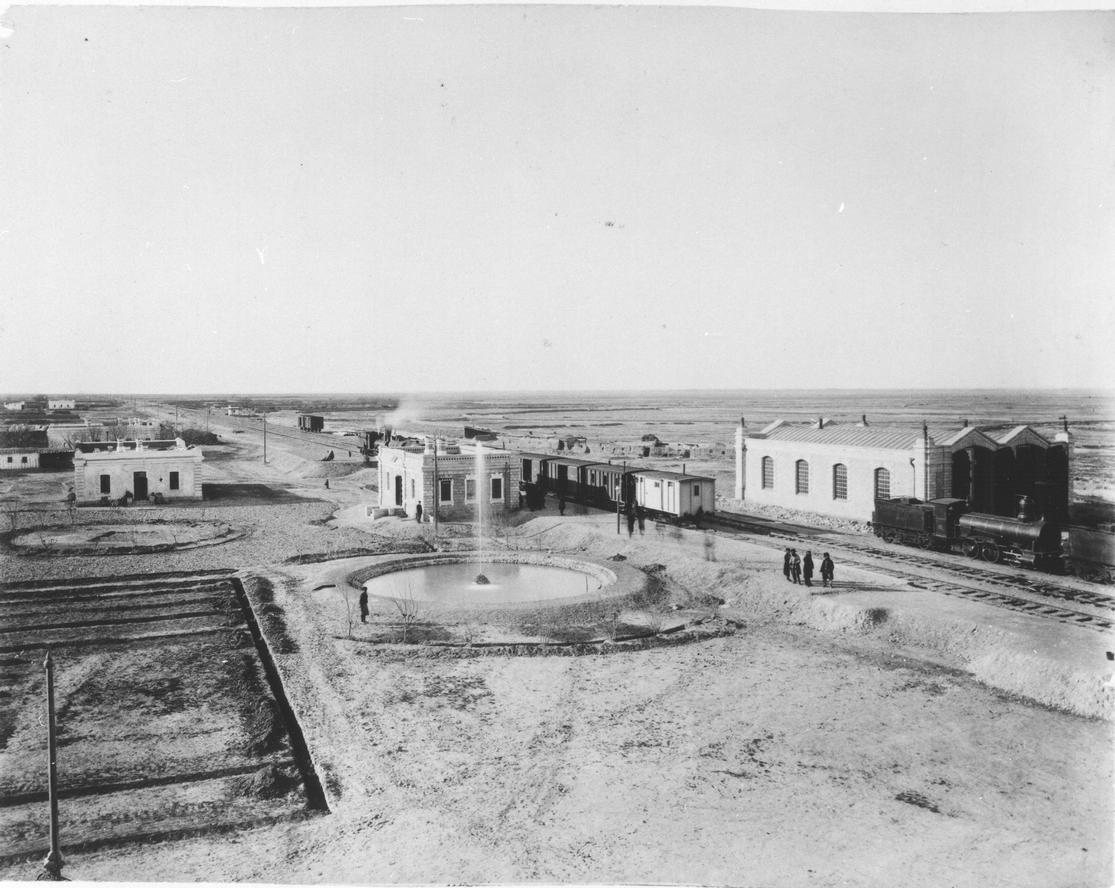
Station Bahmi aan de Trans-Kaspische spoorlijn rond 1890

De Trans-Kaspische spoorlijn, later Centraal-Aziatische spoorlijn (Russisch: Среднеазиатская железная дорога), is een spoorlijn die het spoor volgt van de Zijderoute dat loopt door een groot deel van westelijk Centraal-Azië. De spoorlijn werd aangelegd door het Russische Rijk ten tijde van haar expansie in Centraal-Azië in de 19e eeuw.

## Geschiedenis
De aanleg startte in 1879 als een smalspoorlijn naar Kyzyl-Arvat (het huidige Serdar in Turkmenistan) in verband met de Russische verovering van Transkaspië onder generaal Skobelev. De spoorbreedte werd daarop al snel veranderd naar de Russische standaardbreedte van 5 voet en onder generaal Annenkov werd in 1886 de aanleg door Asjchabad en Merv (bij de huidige stad Mary) voltooid. Oorspronkelijk begon de lijn bij Uzun-Ada aan de Kaspische Zee, maar de lijn werd later verlengd naar de noordelijker gelegen haven bij Krasnovodsk. De spoorlijn bereikte in 1888 Samarkand via Buchara, waar de aanleg tien jaar stokte, voordat de lijn in 1898 werd doorgetrokken naar Tasjkent en Andijon. De permanente brug over de Oxus werd pas voltooid in 1901 en tot die tijd reden de treinen over een gammele houten constructie die vaak werd beschadigd bij overstromingen.

## Traject
De spoorlijn start bij de oostelijke oever van de Kaspische Zee bij Türkmenbaşy (Krasnovodsk) en loopt van daaruit naar het zuidoosten, langs de rand van de Karakum-woestijn. Ze loopt een tijdje parallel aan het Karakumkanaal en loopt door Asjchabad en gaat verder in zuidoostelijke richting over de noordelijke uitlopers van het gebergte Kopet-Dag en loopt door Tejen. Bij deze stad splitst zich een moderne spoorlijn af naar de Iraanse grens bij Sarachs en vandaar naar de stad Mashhad in Iran. Vanuit Tejen gaat de Trans-Kaspische spoorlijn naar het noordoosten, door Mary (Merv), waar een aftakking uit de jaren 90 van de 19e eeuw leidt naar de Afghaanse grens bij Serhetabat (Koesjka) en de hoofdlijn loopt verder naar Turkmenabat (Çärdžew). Van daaruit is de lijn in noordwestelijke richting verbonden met Urganch, Kazachstan en Rusland via een in de sovjettijd gebouwde aftakking. Omdat deze lijn door zowel Turkmeens als Oezbeeks grondgebied loopt en het gebied in het westen van Oezbekistan (Karakalpakië) verder geen spoorlijnverbinding met de Oezbeekse hoofdstad Tasjkent heeft, werd na de onafhankelijkheid van Oezbekistan een spoorlijn aangelegd vanaf Navoiy via onder andere Urchkuduk naar Nukus. 
Vanuit Mary loopt de lijn verder naar Buchara, waar een aftakking (die werd gebouwd in 1910) leidt naar Termez en Doesjanbe, en gaat vandaar verder via Navoiy naar Samarkand. Voorbij Samarkand splitst zich bij Jizzax een spoorlijn af naar de oostelijke vruchtbare Vallei van Fergana. Bij Sirdaryo steekt de lijn de Syr Darja over en splitst zich een lijn af naar het zuiden. Bij Khavast komen deze twee aftakkingen samen en lopen verder door naar de steden van de Vallei van Fergana; Chodzjand (Tadzjikistan), Kokand en Andijon (Oezbekistan). Vanaf Sirdaryo loopt de spoorlijn verder door naar Tasjkent. Daar loopt een noordwestelijke aftakking naar Kazachstan en vertakt bij Arys, waar de Turkestan-Siberische spoorlijn (Turk-Sib) begint, die loopt naar Novosibirsk en daar aansluit op de Trans-Siberische spoorlijn. De andere aftakking loopt naar Kirgizië, door de hoofdstad Bisjkek en eindigt bij Balykčy aan het meer Ysyk Köl.